# オークレア郡 (ウィスコンシン州)
オークレア郡（英: Eau Claire County）は、アメリカ合衆国ウィスコンシン州の郡である。人口は10万5710人（2020年）。郡庁所在地はオークレアであり、同郡で人口最大の都市である。「オークレア」とはフランス語で「清水」を意味する。1856年の設立である。
オークレア郡は北のチッペワ郡と共にオークレア都市圏を構成している。

## 歴史
オークレア郡は1855年にチッペワ郡のクリアウォーター町として出発した。その町名は1856年3月31日にオークレア町に変更された。この町全体が1856年10月6日のウィスコンシン州議会法案によって分離された。

## 観光地
郡内の観光地としてはオークレア市のチッペワ・バレー博物館、オーガスタ市のデルズ・ミル博物館、同じくオーガスタ市のデルズ・ミル水力博物館、オークレアしのポール・バニアン製材キャンプ、同じくオークレア市のサージ・ボイド・バンドシェル音楽堂がある。

## 郡政府
オークレア郡の立法府はオークレア郡郡政委員会である。29人の委員で構成され、この中に議長と副議長がいる。主要政党はオークレア郡民主党とオークレア郡共和党 である。
オークレア郡はウィスコンシン州上院議員の選挙区では第23区と第31区に属し、それぞれ民主党と共和党の議員を選出している。下院議員の選挙区では第68区、第69区、第92区、第93区に属しており、共和党3人、民主党1人を選出している。アメリカ合衆国議会下院議員ではウィスコンシン州第3区に属し、民主党議員を選出している。

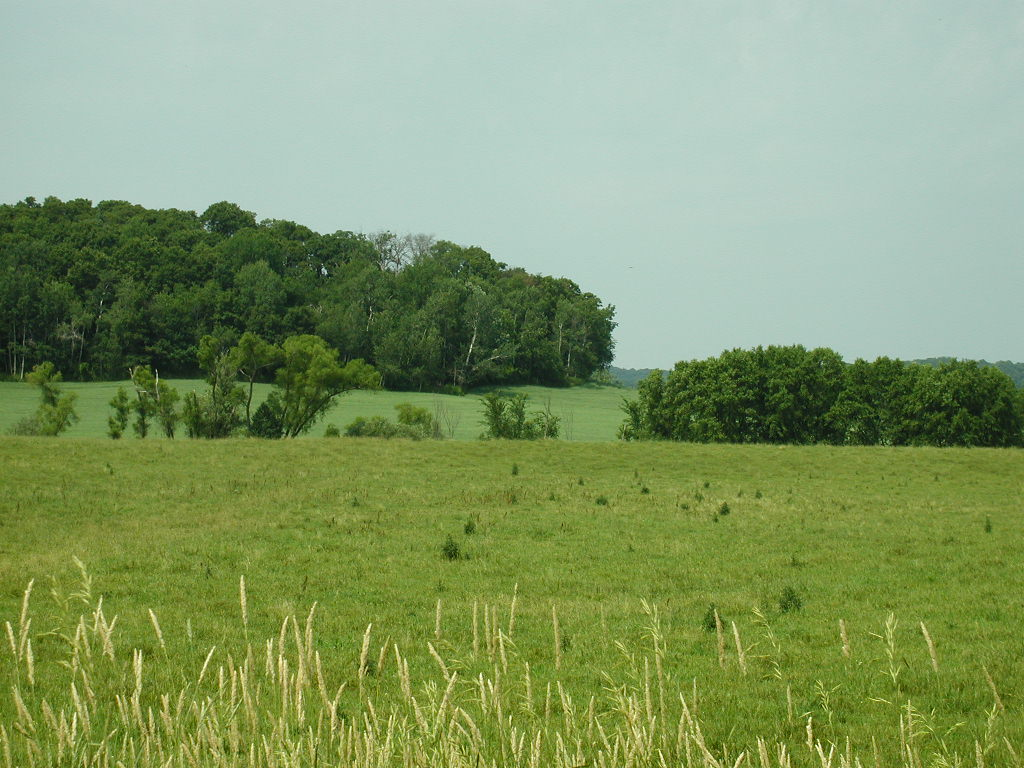
夏のオークレア郡

## 地理
アメリカ合衆国国勢調査局に拠れば、郡域全面積は645平方マイル (1,670.5 km2)であり、このうち陸地638平方マイル (1,6252.4 km2)、水域は8平方マイル (20.7 km2)で水域率は1.18%である。

### 主要高規格道路
| - 州間高速道路94号線 - アメリカ国道12号線 - アメリカ国道53号線 - アメリカ国道10号線 - ウィスコンシン州道85号線 | - ウィスコンシン州道37号線 - ウィスコンシン州道93号線 - ウィスコンシン州道27号線 - ウィスコンシン州道312号線 - ウィスコンシン州道124号線 |

### 隣接する郡
- チッペワ郡 - 北
- クラーク郡 - 東
- ジャクソン郡 - 南東
- トレムピーロー郡 - 南
- バッファロー郡 - 南西
- ペピン郡 - 西
- ダン郡 - 西

## 人口動態

2000人口ピラミッド

以下は2000年国勢調査による人口統計データである。
| 基礎データ - 人口: 93,142人 - 世帯数: 35,822 世帯 - 家族数: 22,281 家族 - 人口密度: 56人/km2（146人/mi2） - 住居数: 37,474軒 - 住居密度: 23軒/km2（59軒/mi2） 人種別人口構成 - 白人: 94.96% - アフリカン・アメリカン: 0.52% - ネイティブ・アメリカン: 0.54% - アジア人: 2.25% - 太平洋諸島系: 0.03% - その他の人種: 0.33% - 混血: 1.11% - ヒスパニック・ラテン系: 0.94% 先祖による構成 - ドイツ系：37.4% - ノルウェー系：21.5% - アイルランド系：7.0% 言語による構成 - 英語：94.2% - モン語：1.6% - スペイン語：1.6% - ドイツ語：1.0% | 年齢別人口構成 - 18歳未満: 23.4% - 18-24歳: 17.1% - 25-44歳: 26.7% - 45-64歳: 20.5% - 65歳以上: 12.2% - 年齢の中央値: 32歳 - 性比（女性100人あたり男性の人口） - 総人口: 93.8 - 18歳以上: 90.6 世帯と家族（対世帯数） - 18歳未満の子供がいる: 30.0% - 結婚・同居している夫婦: 50.6% - 未婚・離婚・死別女性が世帯主: 8.6% - 非家族世帯: 37.8% - 単身世帯: 27.1% - 65歳以上の老人1人暮らし: 10.1% - 平均構成人数 - 世帯: 2.46人 - 家族: 3.02人 |

## 都市と町
| 都市                                                            | 村                                    | 町 | 未編入の町 | 未編入の町 |
| --------------------------------------------------------------- | ------------------------------------- | --- | --- | --- |
| - アルトゥーナ* - オーガスタ - オークレア*（部分） - 郡庁所在地 | - フェアチャイルド - フォールクリーク | - ブリッジクリーク - ブランズウィック* - クリアクリーク - ドラメン - フェアチャイルド町 - リンカーン - ルーディントン - オッタークリーク - プレザントバレー* - シーモア* - ユニオン* - ワシントン* - ウィルソン | - アレン - ブラケット - キャンディコーナーズ - クレグホーン - フォスター - ハドリービル‡ - ヘイルコーナー - ヘイクリーク - ルーディントン - ラフキン | - マウントホープ - ネルソンビル‡ - オークグローブ‡ - ポーターズミルズ‡ - ロデル - シーモア (CDP) - ショータウン§ - トルアックス - ユニオン - ウィルソン |

*オークレア・チッペワフォールズ都市圏に入ると考えられる町

‡ 昔の町

§ 現在はオークレア市に併合

(CDP)　国勢調査指定地域